# Slowakische Fußballnationalmannschaft

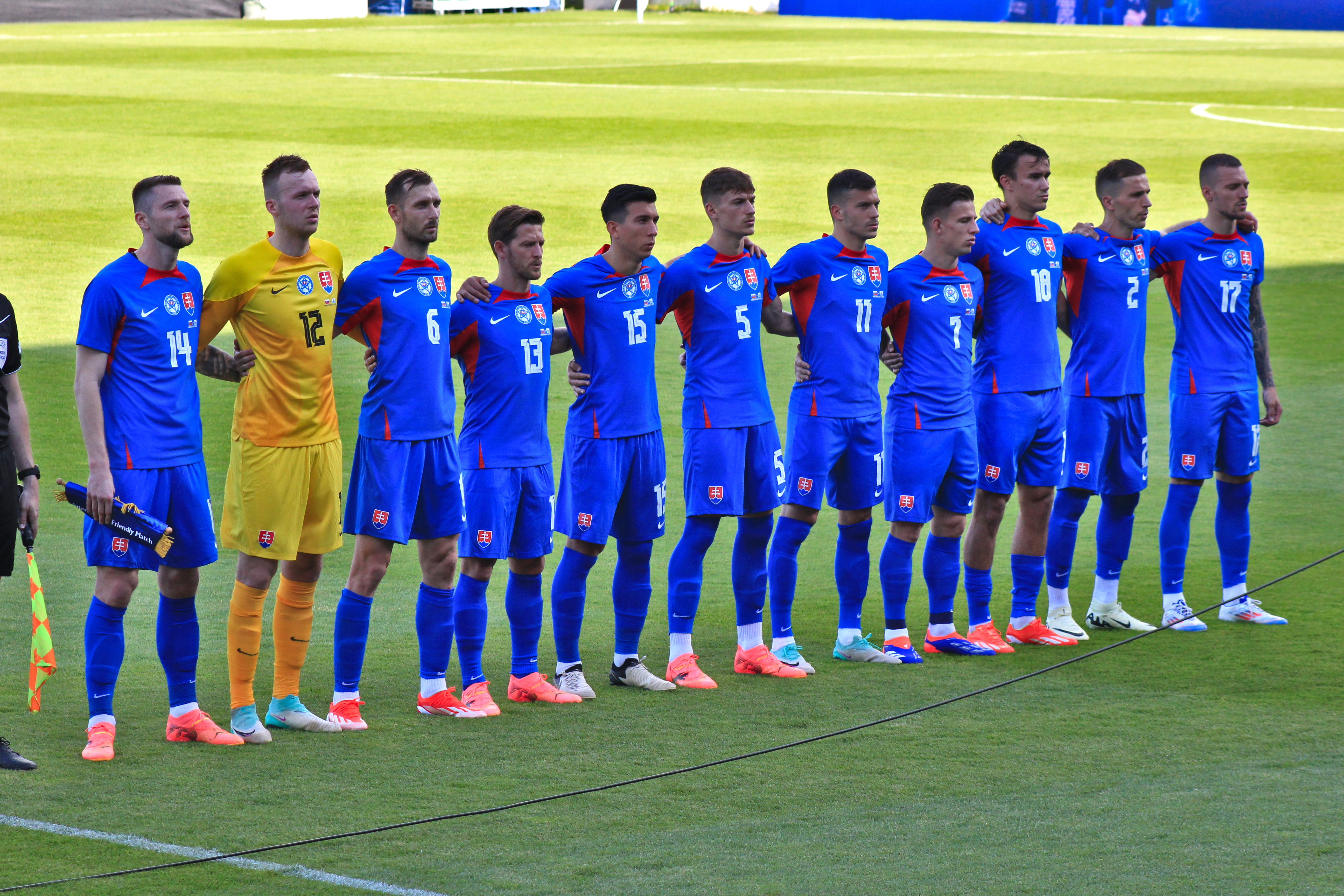
Teamfoto der slowakischen Fußballnationalmannschaft zum Spiel gegen San Marino (2024)

Die slowakische Fußballnationalmannschaft der Herren (slowakisch Slovenská futbalová reprezentácia) repräsentiert die Slowakei im Allgemeinen sowie den slowakischen Fußballverband im Speziellen im Nationalmannschaftsfußball. Seit September 2022 wird die Mannschaft vom Italiener  Francesco Calzona trainiert.

## Geschichte
Die erste slowakische Fußballnationalmannschaft gab es zwischen 1939 und 1944. Sie war die Nationalmannschaft der nach dem Münchner Abkommen entstandenen Ersten Slowakischen Republik und bestritt als eigenständige Nationalmannschaft 16 Spiele gegen Deutschland und die mit Deutschland verbündeten Staaten Bulgarien, Kroatien und Rumänien.
Slowakische Spieler spielten zuvor seit 1920 in der Tschechoslowakischen Fußballnationalmannschaft. Als nach dem Zweiten Weltkrieg die Tschechoslowakei wiederherstellt wurde, bildeten sie mit den Tschechen wieder ein gemeinsames Team.
Nachdem sich beide Staaten per 1. Januar 1993 trennten und die Slowakei als selbständiger Staat entstand, trat sie wieder mit einer eigenständigen Mannschaft bei Turnieren der FIFA und der UEFA an. Die bereits begonnene Qualifikationsrunde zur WM'94 wurde im Jahre 1993 als gemeinsame Auswahl der schon getrennten Staaten erfolglos beendet.
Die Slowakei konnte sich seither bei der Qualifikation für die Weltmeisterschaft 2010 erstmals für eine Endrunde qualifizieren. Dort besiegte die Slowakei in der Vorrunde den amtierenden Weltmeister Italien mit 3:2 und erreichte das Achtelfinale, in dem sie dem späteren Vizeweltmeister Niederlande unterlag.
Der Slowakei gelang mit der Qualifikation zur Fußball-EM 2016 die erstmalige Teilnahme bei diesem Turnier seit der Unabhängigkeit. Als bester Gruppendritte war man für die KO-Phase qualifiziert. Dort verlor man jedoch direkt im Achtelfinale gegen Deutschland mit 0:3.

## Teilnahme der Slowakei an Fußballweltmeisterschaften
Die Slowakei war während der bis 1990 ausgetragenen WM-Turniere Teil der Tschechoslowakei und stellte eine Vielzahl von Spielern für die Nationalmannschaft bei diesen Turnieren, die zweimal (1934 und 1962) den zweiten Platz belegte. Nach der Trennung von Tschechien konnte sich die Mannschaft erst einmal für eine WM qualifizieren. Dabei traf die Slowakei in der Qualifikation für die WM 1998 und 2010 auf Tschechien.
| Jahr | Gastgeberland  | Teilnahme bis …    | Letzte(r) Gegner | Ergebnis | Trainer        | Bemerkungen und Besonderheiten |
| ---- | -------------- | ------------------ | ---------------- | -------- | -------------- | --- |
| 1998 | Frankreich     | nicht qualifiziert |                  |          |                | In der Qualifikation an Spanien und Jugoslawien gescheitert. |
| 2002 | Südkorea/Japan | nicht qualifiziert |                  |          |                | In der Qualifikation an Schweden und der Türkei gescheitert. |
| 2006 | Deutschland    | nicht qualifiziert |                  |          |                | In der Qualifikation in den Relegationsspielen der Gruppenzweiten an Spanien gescheitert, nachdem in der Gruppenphase hinter Portugal der 2. Platz belegt wurde. |
| 2010 | Südafrika      | Achtelfinale       | Niederlande      | 16.      | Vladimir Weiss | 3:2-Vorrundensieg gegen Exweltmeister Italien |
| 2014 | Brasilien      | nicht qualifiziert |                  |          |                | In der Qualifikation an Bosnien-Herzegowina und Griechenland gescheitert. |
| 2018 | Russland       | nicht qualifiziert |                  |          |                | In der Qualifikation traf die Slowakei auf England, Litauen, Malta, Schottland und Slowenien. Zwar wurde der zweite Platz in der Gruppe hinter England erreicht, in der Rangliste der Gruppenzweiten belegte man am Ende aber den letzten Platz und verpasste somit erneut die Teilnahme an der WM. |
| 2022 | Katar          | nicht qualifiziert |                  |          |                | In der Qualifikation an Russland und Kroatien gescheitert. |

## Teilnahme der Slowakei an Fußballeuropameisterschaften
Die Slowakei nahm als Teil der Tschechoslowakei an den Europameisterschaften 1960 bis 1992 teil. 1976 gewann die tschechoslowakische Mannschaft den Titel als im ersten Elfmeterschießen der EM-Geschichte Titelverteidiger Deutschland bezwungen wurde. In der Europameistermannschaft standen die slowakischen Spieler Ján Pivarník, Anton Ondruš, Jozef Čapkovič, Koloman Gögh, Karol Dobiaš, Jozef Móder, Marián Masný, Ján Švehlík und Ladislav Jurkemik. Nach der Aufspaltung der Tschechoslowakei in zwei selbständige Staaten nahm die Slowakei erstmals an der Qualifikation zur EM 1996 teil, konnte sich aber erstmals für die EM 2016 qualifizieren als das Teilnehmerfeld auf 24 Mannschaften erhöht wurde. In der Gruppenphase erreichte die Mannschaft hinter Wales und England den dritten Platz und war als bester Gruppendritter für das Achtelfinale qualifiziert, wo die Mannschaft an Weltmeister Deutschland scheiterte.
| Jahr | Gastgeberland           | Teilnahme bis …    | Letzte(r) Gegner         | Ergebnis  | Bemerkungen und Besonderheiten |
| ---- | ----------------------- | ------------------ | ------------------------ | --------- | --- |
| 1996 | England                 | nicht qualifiziert |                          |           | In der Qualifikation an Rumänien und Frankreich gescheitert. |
| 2000 | Niederlande und Belgien | nicht qualifiziert |                          |           | In der Qualifikation an Rumänien und Portugal gescheitert. |
| 2004 | Portugal                | nicht qualifiziert |                          |           | In der Qualifikation an England und der Türkei gescheitert, die sich auch nicht qualifizieren konnte. |
| 2008 | Österreich und Schweiz  | nicht qualifiziert |                          |           | In der Qualifikation an Tschechien und Deutschland gescheitert. |
| 2012 | Polen und Ukraine       | nicht qualifiziert |                          |           | In der Qualifikation an Russland und Irland gescheitert. |
| 2016 | Frankreich              | Achtelfinale       | Deutschland              | 0:3       | Qualifikation hinter Spanien als Gruppenzweiter vor der Ukraine, Belarus, Mazedonien und Luxemburg beendet. |
| 2021 | Europa                  | Vorrunde           | Spanien, Schweden, Polen |           | In der regulären Qualifikation zunächst an Kroatien und Wales gescheitert. Nach Siegen gegen Irland und Nordirland über die Play-offs qualifiziert. Nach einem Sieg gegen Polen und Niederlagen gegen Schweden und Spanien als Gruppendritter ausgeschieden.                     |
| 2024 | Deutschland             | Achtelfinale       | England                  | 1:2 n. V. | In der Qualifikation Gruppenzweiter hinter Portugal Nach einem Sieg gegen Belgien, einer Niederlage gegen die Ukraine und einem Remis gegen Rumänien verloren sie das Achtelfinale in der Verlängerung gegen England und konnten sich nicht für das Viertelfinale qualifizieren. |

## UEFA Nations League
- 2018/19: Liga B, 3. Platz mit 1 Sieg und 3 Niederlagen, Abstieg durch Aufstockung der Ligen vermieden
- 2020/21: Liga B, 4. Platz mit 1 Sieg, 1 Remis und 4 Niederlagen
- 2022/23: Liga C, 3. Platz mit 2 Siegen, 1 Remis und 3 Niederlagen
- 2024/25: Liga C, 2. Platz mit 4 Siegen, 1 Remis und 1 Niederlage; Relegation um den Aufstieg in Liga B gegen Slowenien verloren

## Aktueller Kader
Für den Kader bei der Fußball-Europameisterschaft 2024, siehe

## Rekordspieler
Marek Hamšík ist seit dem 13. Oktober 2018 Rekordnationalspieler, als er mit seinem 108. Länderspiel Miroslav Karhan ablöste, der mit seinem 53. Länderspiel am 12. Oktober 2002 Róbert Tomaschek abgelöst hatte. Dieser hatte am 24. März 2001 mit seinem 45. Länderspiel Dušan Tittel abgelöst, der am 11. März 1997 seinerseits Vladimír Kinder abgelöst hatte. Kinder hatte am 16. August 1995 den Vorkriegsrekord von Tomáš Porubský und Teodor Reimann überboten, die zwischen 1939 und 1943 vierzehn Spiele für die Slowakei machten. Am 20. Juni 2023 bestritt Marek Hamšík sein 138. und letztes Länderspiel nachdem er zwischenzeitlich nach seinem 136. Länderspiel zurückgetreten war.
| Rang | Name              | Einsätze | Tore | Position           | Zeitraum        | WM-Spiele | EM-Spiele |
| ---- | ----------------- | -------- | ---- | ------------------ | --------------- | --------- | --------- |
| 01.  | Marek Hamšík      | 138      | 26   | Mittelfeld         | 2007–2023       | 4         | 7         |
| 02.  | Peter Pekarík     | 134      | 2    | Abwehr             | 2006–           | 3         | 11        |
| 03.  | Juraj Kucka       | 112      | 14   | Mittelfeld         | 2008–           | 3         | 11        |
| 04.  | Miroslav Karhan   | 107      | 14   | Mittelfeld         | 1995–2011       | 0         | 0         |
| 05.  | Martin Škrtel     | 104      | 6    | Abwehr             | 2004–2019       | 4         | 4         |
| 06.  | Ján Ďurica        | 91       | 4    | Abwehr             | 2004–2017       | 4         | 4         |
| 07.  | Ondrej Duda       | 83       | 15   | Mittelfeld         | 2012–           | 0         | 10        |
| 08.  | Róbert Vittek     | 82       | 23   | Angriff            | 2001–2016       | 4         | 0         |
| 09.  | Róbert Mak        | 81       | 16   | Angriff            | 2013–           | 0         | 6         |
| 10.  | Milan Škriniar    | 79       | 3    | Abwehr             | 2016–           | 0         | 9         |
| 11.  | Vladimír Weiss    | 77       | 8    | Mittelfeld         | 2009–2018, 2021 | 3         | 4         |
| 12.  | Tomáš Hubočan     | 73       | 0    | Abwehr             | 2006–2021       | 0         | 5         |
| 13.  | Stanislav Lobotka | 67       | 4    | Mittelfeld         | 2016–           | 0         | 5         |
| 14.  | Stanislav Šesták  | 66       | 13   | Angriff            | 2004–2016       | 3         | 1         |
| 15.  | Filip Hološko     | 65       | 8    | Angriff            | 2005–2015       | 2         | 0         |
| 16.  | Miroslav Stoch    | 60       | 6    | Mittelfeld/Angriff | 2009–2019       | 4         | 1         |
| 17.  | Michal Ďuriš      | 59       | 7    | Angriff            | 2012–2021       | 0         | 6         |
| 18.  | Szilárd Németh    | 58       | 22   | Angriff            | 1997–2006       | 0         | 0         |
| 18.  | Radoslav Zabavník | 58       | 1    | Abwehr/Mittelfeld  | 2003–2012       | 3         | 0         |

Quelle: eu-football.info Stand: 23. März 2025

## Rekordtorschützen
Marek Hamšík ist seit dem 11. Juni 2019 Rekordtorschütze, als er beim 5:1 im EM-Qualifikationsspiel gegen Aserbaidschan zunächst mit seinem 23. Tor den Rekord von Róbert Vittek einstellte und ihn mit dem 24. Tor überbot.
| Rang | Name             | Tore | Einsätze | Quote | Zeitraum  | WM-Tore | EM-Tore |
| ---- | ---------------- | ---- | -------- | ----- | --------- | ------- | ------- |
| 01.  | Marek Hamšík     | 26   | 138      | 0,19  | 2007–2022 |         | 1       |
| 02.  | Róbert Vittek    | 23   | 82       | 0,28  | 2001–2016 | 4       |         |
| 03.  | Szilárd Németh   | 22   | 58       | 0,38  | 1997–2006 |         |         |
| 04.  | Róbert Mak       | 16   | 81       | 0,20  | 2013–     |         |         |
| 05.  | Ondrej Duda      | 15   | 83       | 0,18  | 2014–     |         | 2       |
| 06.  | Marek Mintál     | 14   | 45       | 0,31  | 2002–2009 |         |         |
| 06.  | Miroslav Karhan  | 14   | 107      | 0,13  | 1995–2011 |         |         |
| 06.  | Juraj Kucka      | 14   | 112      | 0,13  | 2008–     |         |         |
| 09.  | Adam Nemec       | 13   | 43       | 0,30  | 2006–2019 |         |         |
| 09.  | Stanislav Šesták | 13   | 66       | 0,20  | 2004–2016 |         |         |
| 11.  | Peter Dubovský † | 12 1 | 33 2     | 0,36  | 1994–2000 |         |         |

## Trainer
- Ferdinand Daučík (1942–1944)
- Jozef Vengloš (1993–1995)
- Jozef Jankech (1995–1998)
- Dušan Radolský (1998)
- Dušan Galis (1999, 2004–2006)
- Jozef Adamec (1999–2001)
- Ladislav Jurkemik (2002–2003)
- Ján Kocian (2006–2008)
- Vladimír Weiss (2008–2012)
- Stanislav Griga (2012–2013)
- Ján Kozák (2013–2018)
- Pavel Hapal (2018–2020)
- Štefan Tarkovič (2020–2022)
- Francesco Calzona (seit 2022)

## Länderspiele gegen deutschsprachige Nationalmannschaften
Länderspiele gegen deutsche Fußballnationalmannschaften
1. Slowakei – Deutschland 2:0 (27. August 1939 in Bratislava)
2. Deutschland – Slowakei 3:1 (3. Dezember 1939 in Chemnitz)
3. Slowakei – Deutschland 0:1 (15. September 1940 in Bratislava)
4. Deutschland – Slowakei 4:0 (7. Dezember 1941 in Breslau)
5. Slowakei – Deutschland 2:5 (22. November 1942 in Bratislava)
6. Deutschland – Slowakei 2:0 (29. Juni 2001 in Bremen)
7. Slowakei – Deutschland 2:0 (3. September 2005 in Bratislava)
8. Slowakei – Deutschland 1:4 (11. Oktober 2006 in Bratislava)
9. Deutschland – Slowakei 2:1 (6. Juni 2007 in Hamburg)
10. Deutschland – Slowakei 1:3 (29. Mai 2016 in Augsburg)
11. Deutschland – Slowakei 3:0 (26. Juni 2016 in Villeneuve-d’Ascq)

Länderspiele gegen die Schweiz
1. 6. August 1997 in Bratislava 1:0
2. 24. Mai 2008 in Lugano 0:2
3. 13. November 2015 in Trnava 3:2

Länderspiele gegen Österreich
1. 27. März 2002 in Graz 0:2
2. 31. März 2004 in Bratislava 1:1
3. 10. August 2011 in Klagenfurt 2:1
4. 15. November 2016 in Wien 0:0
5. 6. Juni 2021 in Wien 0:0

Länderspiele gegen Liechtenstein
1. 10. Oktober 1998 in Vaduz 4:0 (EM-Qualifikation)
2. 8. September 1999 in Dubnica nad Váhom 2:0 (EM-Qualifikation)
3. 2. April 2003 in Trnava 4:0 (EM-Qualifikation)
4. 11. Oktober 2003 in Vaduz 2:0 (EM-Qualifikation)
5. 8. September 2004 in Bratislava 7:0 (WM-Qualifikation)
6. 17. August 2005 in Vaduz 0:0 (WM-Qualifikation)
7. 19. November 2008 in Žilina 4:0
8. 11. September 2012 in Bratislava 2:0 (WM-Qualifikation)
9. 7. Juni 2013 in Vaduz 1:1 (WM-Qualifikation)
10. 20. Juni 2023 in Vaduz 1:0 (EM-Qualifikation)
11. 11. September 2023 in Bratislava 3:0 (EM-Qualifikation)

Länderspiele gegen Luxemburg
1. 18. August 2004 in Bratislava 3:1 (WM-Qualifikation)
2. 8. Juni 2005 in Luxemburg 4:0 (WM-Qualifikation)
3. 9. Februar 2011 in Luxemburg 1:2
4. 27. März 2015 in Žilina 3:0 (EM-Qualifikation)
5. 12. Oktober 2015 Luxemburg 4:2 (EM-Qualifikation)
6. 23. März 2023 in Trnava 0:0 (EM-Qualifikation)
7. 16. Oktober 2023 in Luxemburg 1:0 (EM-Qualifikation)

## Erfolge
Die FIFA berücksichtigt auch die früheren tschechoslowakischen Erfolge, zwei Vizeweltmeisterschaften (1934 und 1962), den Europameistertitel 1976 sowie den Olympiasieg 1980 für die Slowakei.
Bei der WM 1934 waren Štefan Čambal und Ferdinand Daučík dabei, Daučík spielte bei der WM 1938 bei allen Spielen der Tschechoslowakei. In den 1970er Jahren gaben in der tschechoslowakischen Mannschaft die Slowaken den Ton an. Bei der WM 1970 gab es 17 Slowaken in der 22-er Auswahl. Beim Sieg gegen Deutschland bei der EM 1976 in Belgrad standen neben vier Tschechen neun Slowaken auf dem Spielplatz: Jozef Čapkovič, Karol Dobiaš, Koloman Gögh, Ladislav Jurkemik, Anton Ondruš, Ján Pivarník, Jozef Móder, Ján Švehlík und Marián Masný.
Weitere Erfolge:
- Kirin Cup: 2000 (zusammen mit Japan)
- Fußball-Weltmeisterschaft: Achtelfinale 2010
- Fußball-Europameisterschaft: Achtelfinale 2016